# Kosteniv, Peremîșleanî
Kosteniv (în ucraineană Костенів) este un sat în comuna Briuhovîci din raionul Peremîșleanî, regiunea Liov, Ucraina.

## Demografie
Componența lingvistică a localității Kosteniv
     Ucraineană (100%)
Conform recensământului din 2001, toată populația localității Kosteniv era vorbitoare de ucraineană (100%).